# Jorge Cordon
Jorge Cordon (Ciudad Autónoma de Buenos Aires, Argentina, 13 de febrero de 1971) es un exfutbolista argentino que se desempeñaba como centrocampista. Surgió de las inferiores del Club Ferro Carril Oeste, club del cual fue director técnico de la primera división en el campeonato de Primera Nacional B hasta el 2024. Allí disputó 261 partidos como profesional, se desempeñó como capitán y es considerado ídolo de la institución.

## Ferro
Cordon debutó en la primera división de Ferro el 13 de septiembre de 1992. Su primer etapa en el club se extendió entre el Apertura 1992 y el Clausura 1999. Tuvo un segundo paso por el club, ya descendido, en la temporada 2001-02.
Siempre estuvo identificado con esta institución. Al festejar sus primeros 100 años de vida, el club lo invitó a formar parte de un equipo histórico en un partido conmemorativo.

## Otros equipos
En 1999, Jorge Cordon continuó su carrera en Chacarita Juniors. En 2001 pasó al Cádiz (España), en Tercera División; en 2002, a Acassuso, en Primera C; en 2004, a Defensores de Cambaceres, en Primera B; en 2006, a Sportivo Rivadavia (Venado Tuerto), en el Argentino C

### Carrera como DT
En 2012 asumió como DT de reserva de Racing de Córdoba, cargo que desempeñó hasta su partida en 2015. Tras abandonar el equipo cordobés asumió como coordinador y DT de inferiores del Club Ferro Carril Oeste, donde había jugado como jugador. En 2016, 2017, 2019 y 2023 fue DT interino del primer equipo del club, hasta que en abril de 2019 fue oficializado como entrenador del primer equipo hasta el 15 de febrero de 2021 cuando se anunció la llegada de Diego Mario Osella y el gerenciamiento del fútbol profesional de la institución por decisión del presidente Daniel Pandolfi y en favor del intermediario Cristian Bragarnik.
En mayo de 2023, como consecuencia de los malos resultados en el proceso de gerenciamiento, el presidente de Ferro debió recurrir nuevamente a Cordon, quien fungía como coordinador de las divisiones inferiores del club. Se inició así un nuevo ciclo como entrenador de la Primera División.
El 17 de abril de 2025, tras la salida de Lucas Sparapani, fue anunciado como el nuevo DT de Club Almagro.

## Clubes

### Como jugador
| Club                     | País      | Años      |
| ------------------------ | --------- | --------- |
| Ferro Carril Oeste       | Argentina | 1991-1999 |
| Chacarita Juniors        | Argentina | 1999-2000 |
| Ferro Carril Oeste       | Argentina | 2000-2001 |
| Cádiz C.F.               | España    | 2001-2002 |
| Club Atlético Acassuso   | Argentina | 2002-2004 |
| Defensores de Cambaceres | Argentina | 2004-2005 |
| Sportivo Rivadavia       | Argentina | 2006      |

### Estadísticas como entrenador
- Actualizado al 17 de agosto de 2025.

| Equipo             | País      | Desde | Hasta | Historial | Historial | Historial | Historial | Historial | Historial | Historial | Historial |
| Equipo             | País      | Desde | Hasta | PD        | G         | E         | P         | GF        | GC        | DG        | % Efect.  |
| ------------------ | --------- | ----- | ----- | --------- | --------- | --------- | --------- | --------- | --------- | --------- | --------- |
| Ferro Carril Oeste | Argentina | 2019  | 2021  | 45        | 18        | 11        | 16        | 51        | 48        | +3        | 48.15%    |
| Ferro Carril Oeste | Argentina | 2023  | 2024  | 54        | 21        | 18        | 15        | 77        | 58        | +19       | 50%       |
| Almagro            | Argentina | 2025  | Act.  | 17        | 5         | 6         | 6         | 13        | 14        | -1        | 41.17%    |
| Total              | Total     | Total | Total | 116       | 44        | 35        | 37        | 141       | 120       | +21       | 47.99%    |